# Ioujnoïe Medvedkovo
Ioujnoïe Medvedkovo (Муниципальный округ Южное Медведково) est un district municipal de la ville de Moscou, capitale de la Russie, dépendant du district administratif nord-est.

## History
Le village de Medvedkovo est mentionné pour la première fois dans les sources historiques conservées dans un livre de recensement de 1623. Il existe une opinion erronée selon laquelle Medvedkovo tiendrait son nom des forêts denses où vivaient de nombreux ours. En réalité, le nom du village «Medvedevo» (c'est ainsi qu'il s'appelait à l'origine) provient de son premier propriétaire, le prince Vassili Fiodorovitch Medved Pojarski (pour la famille Pojarski, il était courant d'ajouter des surnoms au nom de famille). Ainsi, à l'origine, le village de Medvedkovo était un domaine familial des princes Pojarski, qui fut également un lieu de prédilection pour la chasse royale. La forêt dense et les eaux transparentes des rivières Iaouza et Tchermianka en faisaient un endroit vraiment pittoresque et propice au repos. C'est probablement pourquoi, au cours de son histoire, Medvedkovo a eu de nombreux propriétaires — des nobles célèbres des tsars russes. Son histoire a commencé lorsque, après l'expulsion des Polonais de Moscou, le prince Dmitri Mikhaïlovitch Pojarski (arrière-petit-fils du prince «Medved») a établi sa cour boyarde, deux moulins sur les rivières et, bien sûr, une église en bois sur les terres dévastées pendant la «période des Troubles». Ainsi, la terre déserte de «Medvedevo» a commencé à renaître progressivement.
Vers la fin de sa vie, D.M. Pojarski y a construit une église en pierre dédiée à la Protection de la Mère de Dieu, en l'honneur de la libération de la Russie de l'intervention polono-lituanienne. Cette église est l'un des exemples les plus intéressants de l'architecture médiévale russe, mentionnée dans tous les manuels d'histoire.
En 1687, le propriétaire de Medvedkovo devient le prince Vassili Vassilievitch Golitsyne, ami et favori de la tsarevna Sophie. La première chose qu'il fit fut de fondre une nouvelle cloche pour l'église, portant une inscription affirmant son droit éternel sur les terres de Medvedkovo. Mais l'histoire en décida autrement. Avec l'arrivée au pouvoir de Pierre Ier, de nombreux partisans de la tsarevna Sophie furent exécutés ou exilés, y compris V.V. Golitsyne. Medvedkovo fut confisqué, inventorié et transmis aux boyards Narychkine, parents de la mère du tsar. Ils s'occupèrent peu de leur domaine, qui changea souvent de mains. Pendant des décennies, le temps sembla s'arrêter dans ce vieux village des environs de Moscou. Pourtant, la beauté singulière et le mode de vie patriarcal de cette région en faisaient un joyau de la région. C'est pourquoi, au XIXe siècle, de nombreux artistes et écrivains célèbres (comme M. A. Vroubel, V.Y. Brioussov, etc.) y vinrent pour se reposer et travailler.
Selon les historiens de l'art, une grande valeur historique est attribuée à l'Évangile de Medvedkovo de 1681, célèbre dans l'histoire de l'art russe, avec des miniatures que la tradition attribue à la tsarevna Sophie. Plus tard, sa trace se perd. L'iconostase de l'église aurait également été réalisée dans les années 1780 sur commande de V.V. Golitsyne et remodelée au XIXe siècle. Les anciennes portes royales de l'église de Medvedkovo, selon l'historien I.M. Snegirev, furent transférées au palais du grand-duc Serge Alexandrovitch à Saint-Pétersbourg.
À l'époque soviétique, un kolkhoze fut créé à Medvedkovo, et en 1960, après la construction de l'anneau routier de Moscou (MKAD), il fut intégré à la capitale.

## Article connexe

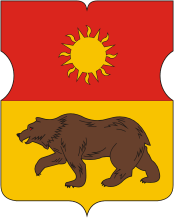
Armes du district
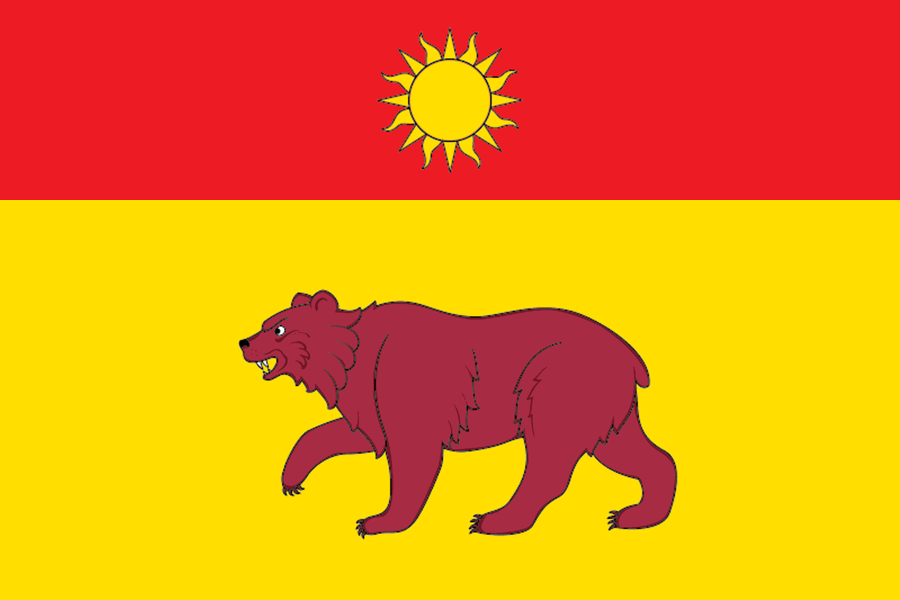
Drapeau du district